# Ивановка (городской округ Саранск)
Ивановка — деревня в Мордовии в составе России. 
Входит в городской округ Саранск.  Административно относится к Горяйновскому сельсовету, подчинённому администрации Октябрьского района Саранска.

## География
Находится на расстоянии примерно 7 километров по прямой к юго-востоку от города Саранск.

## Население
| 2002 | 2010 |
| ---- | ---- |
| 60   | ↗65  |

Постоянное население составляло 60 человек (русские 83 %) в 2002 году, 65 в 2010 году.